# Witold Małcużyński
Witold Małcużyński (Orosz Birodalom, Koziczyna, 1914. augusztus 10. – Spanyolország, Palma de Mallorca, 1977. július 17.) lengyel zongoraművész, a Lengyelország Újjászületése érdemrend tiszti keresztjének kitüntetettje. Testvére Karol Małcużyński parlamenti képviselő és újságíró.

## Élete, pályája
Witold Małcużyński 1914. augusztus 10-én született a litvániai Koziczyna (Kozikiné) nevű faluban. Már ötévesen elkezdett zongorázni, de a rendszeres képzése csak kilencéves korában kezdődött. 1929-ben felvették a Varsói Konzervatóriumba, Jerzy Lefeld zongora osztályába, akinek irányítása alatt 1932-ig fejlesztette a tudását. Ugyanebben az évben érettségizett a varsói Jan Zamoyski gimnáziumban, majd a Konzervatóriumban magasabb szintű képzés következett, Józef Turczyński keze alatt. Ezzel egyidőben filozófiát és jogot is tanult a Varsói Egyetemen, de azt nem fejezte be. A konzervatóriumban 1936-ban vette kézbe a diplomáját, kitüntetéssel, de még záróvizsgái előtt néhány nappal 5. helyezést ért el egy bécsi zongoraversenyen. Ugyanebben az évben debütált a Varsói Filharmonikusokkal. 1937-ben 3. díjas lett a III. Chopin Nemzetközi Zongoraversenyen.
A versenyen elért sikere ellenére elhatározta, hogy tovább tanul és dolgozik a repertoárja bővítésén. E célból Párizsba utazott és 1937 végén, 1938 elején néhány hónapot Marguerite Longnál és Isidor Philippnél tanult. 1938 közepén tért vissza Lengyelországba. Több koncertet adott Varsóban és országos turnéra indult, melynek során vidéki városokban is fellépett. 1939 nyarának végén ismét Párizsba utazott, hogy feleségül vegye Colette Gaveau francia zongoraművésznőt, akivel még a Chopin Zongoraversenyen ismerkedett meg.

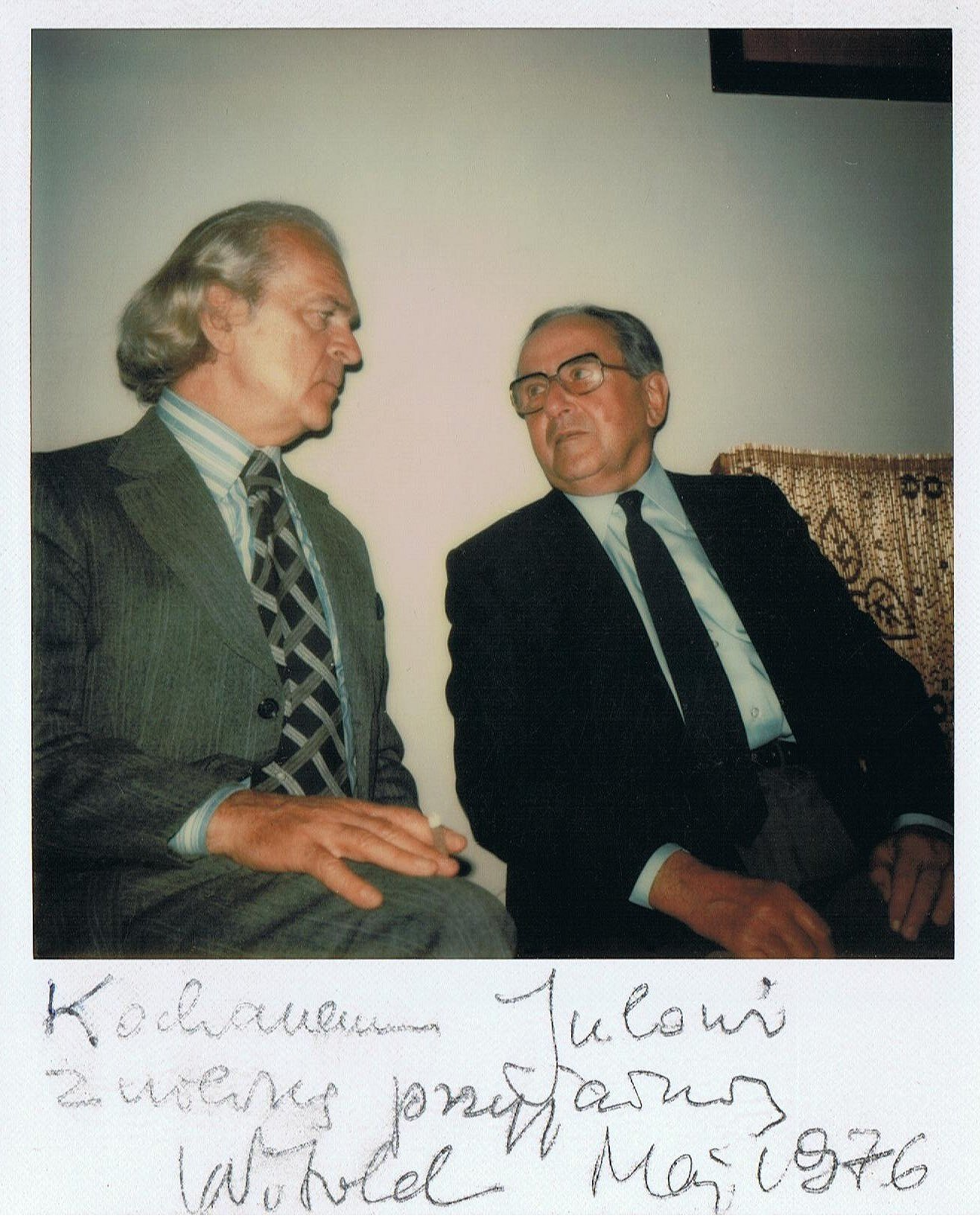
Witold Małcużyński és Julian Godlewski. Argentínában ismerkedtek meg és életre szóló barátok lettek. Varsó, 1976

A második világháború kitörése Párizsban érte. Itt azonnal jelentkezett a franciaországi Lengyel Hadseregnél és – Ignacy Jan Paderewski közbenjárására – a katonai táborok művészeti-propaganda feladataira kapott megbízatást. 1940 januárjában adta első hangversenyét Párizsban: Chopin f-moll zongoraversenyét játszotta a Pasdeloup Orchestrával, Albert Wolf pálcája alatt. A koncert lelkes fogadtatásban részesült. A német csapatok franciaországi benyomulása után, egy lepecsételt vasúti vagonban  feleségével Lisszabonba menekült, onnan pedig hajóval Argentínába utazott.
Első koncertjét 1940. novemberében adta Buenos Airesben, nagy sikerrel. 1942-ig sok dél-amerikai országban turnézott. A megszerzett hírnevének köszönhetően meghívást kapott Yehudi Menuhintól az Egyesült Államokba, és 1942 áprilisában előadta Liszt h-moll szonátáját New Yorkban, a Carnegie Hallban. 1942 és 1945 között több amerikai metropolisban (New York, Boston, Chicago, San Francisco) adott hangversenyeket, olyan neves karmesterek irányítása alatt, mint Serge Koussevitzky, Dimitri Mitropoulos, Pierre Monteux, Paul Paray, Reiner Frigyes, Artur Rodziński és Széll György. Bronisław Hubermannal és Grzegorz Fitelberggel több lengyel zenei koncertet adott New Yorkban és Montrealban.
A háború végén, 1945 márciusában egy katonai szállítóhajóval Angliába ment. Hamarosan újra koncertezni kezdett szerte a nagyvilágban. 1949-ben egy világ körüli turnén vett részt, a Chopin halálának 100. évfordulójára emlékező koncertsorozattal, amely a Carnegie Hallban vette kezdetét, és október 17-én a párizsi Palais de Chaillot-ban adott hangversennyel fejeződött be.
A háború után 1958-ban tért vissza először hazájába. Fellépett Varsóban, Katowicében, Krakkóban és Poznańban. Mindegyik előadása „szinte hazafias ünnep volt, őt pedig nemzeti hősnek tekintették”.
1960-ban újból világ körüli koncertsorozat következett: Chopin születésének 150. évfordulója alkalmából csaknem 150 hangversenyt adott.
Małcużyński repertoárján elsősorban Chopin művei szerepeltek, de Liszt, Brahms, Szymanowski, Szkrjabin, Debussy, Bartók és Prokofjev műveit is gyakran játszotta. Összehasonlíthatatlan tolmácsolója volt Liszt A-dúr zongoraversenyének, Csajkovszkij b-moll zongoraversenyének, Rahmanyinov 3. zongoraversenyének és Brahms d-moll zongoraversenyének. Ezeket a műveket, egy Chopin-hangversenyt és Liszt h-moll szonátáját a Columbia Recordsnál vette lemezre, de készített felvételeket az Angel és az EMI lemeztársasággal is.
Többször vett részt a Nemzetközi Chopin Zongoraverseny zsűrijében (1960, 1965, 1975), a Marguerite Long – Jacques Thibaud verseny bírálóbizottságában, Párizsban (1946, 1955, 1960, 1965, 1977), a Magda Tagliaferro verseny zsűrijében, szintén Párizsban (1960), illetve az Erzsébet belga királyné Zenei Verseny zsűrijében, Brüsszelben (1960).
Witold Małcużyński igen nagy érdeme, hogy közbenjárására a Wawel kincseit és felbecsülhetetlen értékű emlékeit – melyeket a háború elől biztonsági okokból a tengerentúlra szállítottak – a kanadai hatóságok visszaszolgáltatták Lengyelországnak.
Egy érdekesség: ő volt az első lengyel, aki a BKS lyengar jóga módszert gyakorolta (az 1950-es/60-as években), így is segítve a koncertekre való felkészülését.

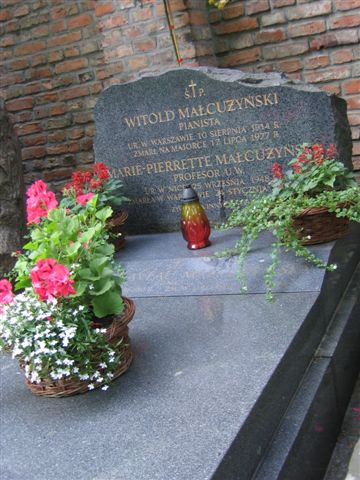
Witold Małcużyński síremléke
a varsói Powązki temetőben
Varsó, 2006. július 8.

1977. július 17-én hunyt el Palma de Mallorcán. Hamvai a varsói Powązkowski temetőben nyugszanak.
Róla neveztek el egy utcát Varsó Natolin városrészében, Radom Pruszaków kerületében, Gdańsk Suchanino városrészében, illetve Kościerzynia városában.
Életéről és művészetéről tanúskodik levelezésének 67 darabból álló gyűjteménye Jerzy Giedroyc újságíróval, a maisons-laffitte-i Irodalmi Intézet archívumában.

## Válogatott diszkográfia (CD)
- 1989 Witold Małcużyński Plays Chopin (Polskie Nagrania)
- 1993 Witold Małcużyński – Fantasies-Nocturnes-Scherzos (Allegro Corporation)

Malcuzynski Plays Chopin – Grand Polonaise, Volume 2 (Allegro Corporation)
- 1994 Malcuzynski: Artist Profile (Chopin: Piano Concerto No. 2 / Piano Sonata No. 3 / Waltzes / Mazurkas) (EMI Classic)
- 1999 Witold Małcuzynski – Chopin-Rachmaninov (Dante)
- 2000 Witold Malcuzynski Plays Chopin, Liszt and Szymanowski (Piano Masters) (Pearl)
- 2001 Witold Malcuzynski – Brahms-Beethoven-Chopin (Aura Classics)

Witold Malcuzynski Plays Great Romantic Piano Music (2CD) (Royal Long Players)
- 2003 Witold Małcużyński Brahms-Franck-Bach-Busoni (Polskie Nagrania)
- 2006 Witold Małcużyński – Johannes Brahms Piano Concerto No.1 in D minor op. 15 (Polskie Nagrania)
- 2007 Witold Małcużyński – Chopin: Piano Concerto No. 2; Rachmaninov: Piano Concerto No. 3 (1946-1949) (Guild)

Witold Malcuzynski Intermezzo (Fabula Classica)
- 2010 Witold Małcużyński – Chopin (digipack) (Polskie Radio)

## Fordítás
Ez a szócikk részben vagy egészben  a   Witold Małcużyński című lengyel Wikipédia-szócikk ezen változatának fordításán alapul.  Az eredeti cikk szerkesztőit annak laptörténete sorolja fel. Ez a jelzés csupán a megfogalmazás eredetét és a szerzői jogokat jelzi, nem szolgál a cikkben szereplő információk forrásmegjelöléseként.